# Silver Threads Among the Gold (film fra 1915)
Silver Threads Among the Gold er en amerikansk stumfilm fra 1915 af Pierce Kingsley.

## Medvirkende
- Richard J. Jose som Martin.
- Mrs. R.E. French som Martins kone.
- Guy D'Ennery som Tom.
- Dora Dean som Mary Chester.
- Jack Ridgeway som Walcott.